# Cradle Orchestra
Cradle Orchestra（クレイドル・オーケストラ） は、日本の音楽ユニットである。

## メンバー
・瀬戸智樹（プロデューサー・DJ・トラックメーカー）
・DJ Chika aka Inherit（DJ・トラックメーカー）
・望月明香（バイオリン）
・島本道太郎（ベース）
・石井あや（フルート）

## ディスコグラフィー
2006: Attitude
2009: Velvet Ballads
2009: Aurora Collection
2010: Soulbirds Feat.Nieve & Jean
2010: Transcended Elements
2014: Wherever To with GIOVANCA